# Unitat d'Elit
Unitat d'Elit (Freelancers en anglès) és una pel·lícula d'acció estatunidenca de 2012 dirigida per Jessy Terrero, escrita per L.Philippe Casseus i protagonitzada per 50 Cent, Forest Whitaker i Robert De Niro. Es va estrenar a Los Angeles i Nova York el 10 d'agost de 2012 amb un llançament simultània de VOD i es va llançar en DVD i Blu-ray el 21 d'agost de 2012. Ha estat doblada i subtitulada al català central. S'ha s'ha doblat al valencià per a À Punt.

## Repartiment
- 50 Cent com a Jonas "Malo" Maldonado
- Forest Whitaker com a Lieutenant Dennis Lureu
- Robert De Niro com a capità Joe Sarcone
- Matt Gerald com a Billy Morrison
- Beau Garrett com a Joey
- Malcolm Goodwin com a A.D. Valburn
- Ryan O'Nan com a Lucas
- Robert Wisdom com a Terrence Burke
- Dana Delany com a Lydia Vecchio
- Vinnie Jones as Sully
- Pedro Armendariz Jr. com a Gabriel Baez
- Michael McGrady com a Robert Jude
- Andre Royo com a Daniel Maldonado
- Jeff Chase com a Angie
- Jesse Pruett com a Mercer Bartender
- Anabelle Acosta com a Cyn

## Producció
Al febrer de 2011, Variety va anunciar que 50 Cent interpretaria un paper principal a la pel·lícula. Protagonitzaria el paper del "fill d'un oficial de la policia de Nova York assassinat que s'uneix a la força i que l'antic soci del seu pare l'acollia a les files del seu grup de treball de delinqüència, i a un equip de policies canalla de Gotham". Un mes més tard, Deadline va informar que Robert De Niro i Forest Whitaker s'havien unit a la pel·lícula. Variety va anunciar el maig d'aquell any que Dana Delany faria un paper femení principal. 50 Cent va dir que sentia compassió pel seu personatge malgrat la moral ambigua del personatge. Aquest i altres aspectes de la pel·lícula amb els quals es podia identificar a partir de les seves pròpies experiències el van atraure cap al projecte.